# Darren Cole
Pour les articles homonymes, voir Cole.
 (juillet 2019).
Si vous disposez d'ouvrages ou d'articles de référence ou si vous connaissez des sites web de qualité traitant du thème abordé ici, merci de compléter l'article en donnant les références utiles à sa vérifiabilité et en les liant à la section « Notes et références ».
 (13 juin 2020).
Darren Cole, né le 3 janvier 1992, est un footballeur écossais, évoluant au poste de défenseur.

## Carrière
Cole joue dans les équipes espoirs du Rangers FC. En 2009-2010, il dispute vingt-six matchs avec l'équipe des moins de dix-neuf ans des Rangers. Lors de cette même saison, Cole obtient la confiance de Walter Smith et fait partie de l'effectif professionnel qui remporte la Coupe d'Écosse. Cinq jours après avoir signé son premier contrat professionnel, il joue contre le Bursaspor en Ligue des champions.
La saison suivante, il est relégué en équipe réserve du Rangers FC après le remplacement de Smith par Ally McCoist. Il est prêté au Partick Thistle FC pour la seconde moitié de la saison 2011-2012 ; le club termine dans le ventre mou de la seconde division écossaise.
Le 2 janvier 2013, contre le Annan Athletic, il se blesse à la cheville et déclare forfait pour le reste de la saison. Les Rangers remporteront le championnat de quatrième division.
Le 27 décembre 2013, il signe avec le Greenock Morton, revenant en seconde division écossaise.

## Palmarès
- Vainqueur de la coupe d'Écosse en 2009 (avec le Rangers FC)
- Champion de quatrième division écossaise en 2013 (avec le Rangers FC)